# Garay tér (Budapest)
A Garay tér Budapest egyik jellegzetes tere a VII. kerületben, a Keleti pályaudvar és a Városliget közelében. Határai: Péterfy Sándor utca, Murányi utca, Garay utca és Cserhát utca.

## A Garay piac története

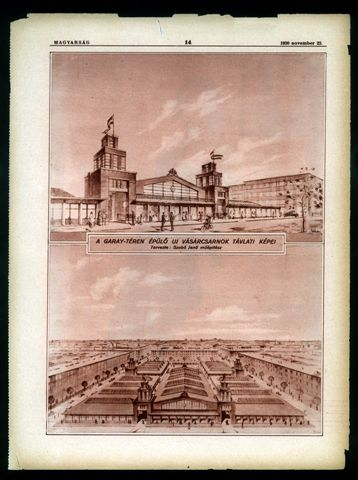
Garay téren épült vásárcsarnok 1930

A piacot 1931-ben nyitották meg. Épületét Szabó Jenő építész és Krendsei Géza fővárosi műszaki tanácsos tervei alapján emelték. Az 1970-es évek elején némileg korszerűsítették, a Garay utca felőli oldalon a kor szokásaihoz képest nagy ABC-jellegű üzletet alakítottak ki.
Az épület az évek során eléggé rossz állapotba került, ezért a kerület képviselő-testülete 2003. június 20-ai határozata alapján, 2003. december 31-ével bezáratta. Ezután lebontották és helyette a Pendola Holding Center Kft.-vel együtt új létesítményt építettek. Az új piac tervezésekor elsődleges szempont volt, hogy a korábbi funkcióját megtartva, de ugyanakkor a XXI. század követelményeinek is megfeleljen az épület.
A Garay Plazában a felszín alatt négy, fölötte kettő, a sarkokon további négy szint áll a szolgáltatók illetve a lakók rendelkezésére. A piac a -1 szinten folytatja működését, visszatérnek az őstermelők, a hús- és pékáruüzletek valamint az élelmiszer-kereskedések. A földszinten a lakossági szolgáltató egységek (posta, gyógyszertár, hírlapárus stb.) illetve a kisebb kávézók és gyorsétkezdék találhatók, mind befelé, mind az utca felé árusítási lehetőséggel. Az első szinten helyezkednek el az irodák, üzletek és a Budapest Bank fiókja is (+ az OTP Bank és az Erste Bank ATM-je), míg a 2-6. szinten 30 és 75 négyzetméter közötti zöldteraszos lakások épültek, amelyekhez négy külön bejáratú lépcsőházból lehet feljutni, így a lakók zavartalan közlekedése is megoldott. A vevők és a lakók kényelmét mozgólépcsők és 26 lift is szolgálja, amelyek funkciók szerint lettek elosztva, így értelemszerűen közülük néhány a 636 személygépkocsi befogadására alkalmas, három pinceszinten elterülő mélygarázsig is lemegy, amely az elvett utcai parkolási lehetőség helyett havi kb. 20 000 Ft-os egész napos bérleti díj ellenében, csak éjszaka és hétvégén kb. az összeg fele, motorkerékpár esetén negyede. Ez a környék parkolási gondjain is hivatott enyhíteni: az első óra ingyenes, aztán 200 Ft.
A tér ezzel a komplexummal lényegében véve megszűnt. A térre emelt épület föléje emelkedik a környező házaknak. A korábbi térre csak az István út felé eső keskeny, felkövezett mélység emlékeztet.

### Korabeli újságcikk
„Megnyitották a Garay-téri piacot
Panaszok és kívánságok
Pénteken délelőtt adta át rendeltetésének a Garay-téri új zárt piacot Vajna Ede tanácsnok, a közélelmezési bizottság tagjainak jelenlétében. Az egészségügyi követelményeknek meg nem felelő régebbi nyílt piac helyén immár új, modern épületek állnak a higiénikus árusítófülkék sorával. A fülkék közötti utcákat üvegtető borítja. Óriási közönség lepte el az első napon az új piacot, amely hivatalos közlés szerint magába foglalta a nyílt piac eddigi összes árusait, sőt a terület egy részének további beépítésével e részben még terjeszkedhet is.
A gyakorlati élet mutatja majd meg, nem lesz-e szükség még további részletintézkedésekre, hogy a Garay-téri piac megmaradhasson annak, ami eddig volt, a főváros legolcsóbb piacának. Mindazonáltal már az első napon mutatkoznak bizonyos hiányok, kívánalmak, amelyeket sürgősen mérlegelni kell, hogy az új intézmény a maga hivatását általános megelégedésre tölthesse be.
Elvtársaink, amint erről már beszámoltunk, kivívták, hogy a helybéreket az eredetien tervezettekkel szemben a polgármester 25%-kal leszállította. ”

–  Népszava, 1931. december 19.

## Külső hivatkozás
- Garay tér műhold képen
- Ma a Garay tér
- Garay története
- Garay története
- Csúszik az átadás[halott link]